# Uniegoszcz

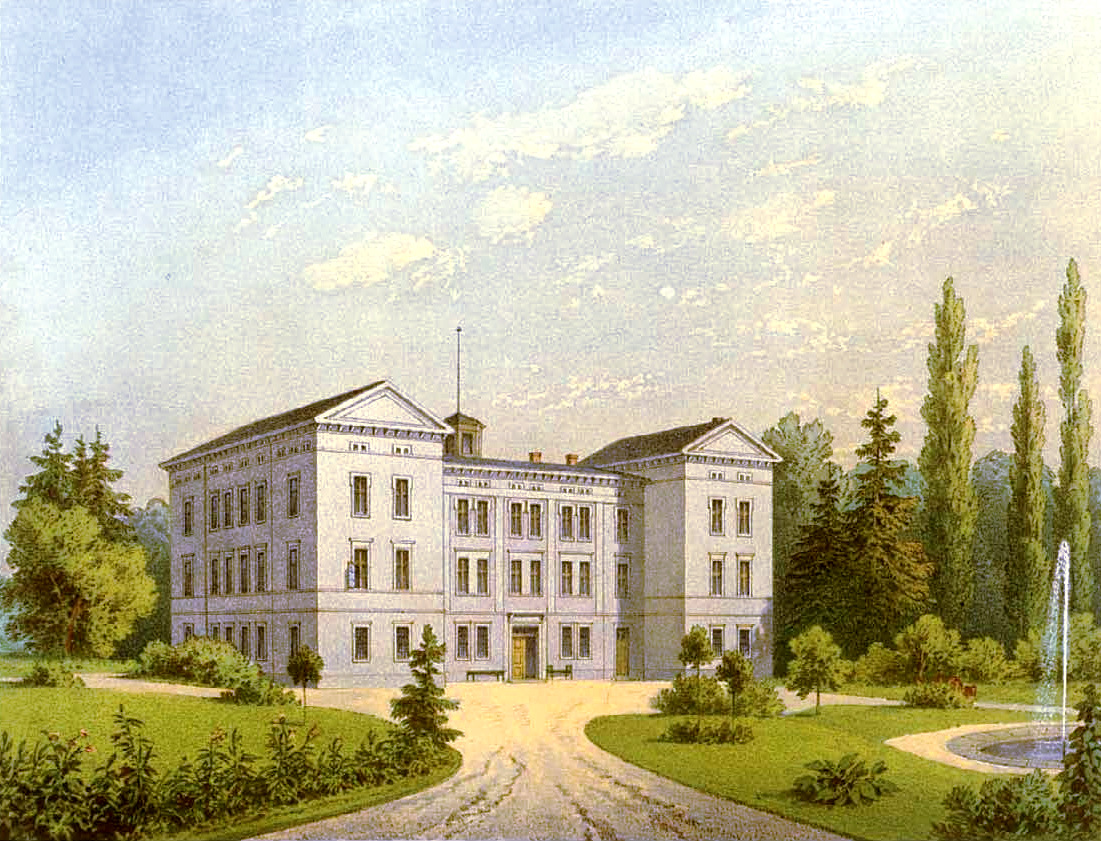
Schloss Berthelsdorf um 1860, Sammlung Alexander Duncker

Uniegoszcz (deutsch bis 1936 Alt-Bertelsdorf, 1936–1945 Bertelsdorf) ist ein Ort der Landgemeinde Lubań im Powiat Lubański der Woiwodschaft Niederschlesien in Polen. Von 1945 bis 1954 war Uniegoszcz selbständige Landgemeinde (Gmina Uniegoszcz).

## Lage
Uniegoszcz liegt unmittelbar östlich von Lubań (Lauban) an der Straße nach Gryfów Śląski (Greiffenberg) im Vorland des Isergebirges am Queis (polnisch Kwisa).

## Geschichte
„Bertholdisdorf“ wurde erstmals im Jahre 1233 erwähnt. Bis zum 19. Jahrhundert war die Schreibweise Berthelsdorf vorherrschend. Zum Dorf gehörte ein Rittergut. Die jetzige Kirche wurde um 1780 erbaut. Um 1710 lebte hier der spätere Naturforscher Johann Heinrich Winckler.

## Bevölkerung und Wirtschaft
1928 umfasste die Gemeinde Alt-Bertelsdorf 846 ha und hatte 1620 Einwohner, davon 20 % Katholiken. Die Größe des Guts betrug 384 ha mit 216 Einwohnern, davon 23 % Katholiken. Die Gemeinde Neubertelsdorf hatte 238 Einwohner, aber keine eigene Dorfflur. Haupterwerbszweige waren Weberei und Holzwirtschaft, die Industriearbeiter pendelten nach Lauban.
2011 hatte Uniegoszcz 431 Einwohner.  

## Personen
- Alfred von Strachwitz (1854–1926), Rittergutsbesitzer und Mitglied des Deutschen Reichstages